# Oxetan
Oxetan (systematický název 1,3-propylenoxid) je cyklická organická sloučenina, známý izomer propylenoxidu. Rozpouští se ve vodě, alkoholu, etherech a velice dobře v acetonu a jiných organických rozpouštědlech. Pokud je tato sloučenina zahřáta na teplotu rozkladu vydává štiplavý kouř a dráždivé páry. Při úniku se rychle rozkládá (fotochemické reakce a rychlý výpar). Testování na zvířatech prokázalo tuto sloučeninu jako vysoce karcinogenní, genotoxicita nebyla zatím prokázána.

## Využití
Oxetan je využit při výrobě takzvaných světlo-emitujících diod (OLED). Využívá se také při polymeraci a má velký potenciál využití ve farmacii právě díky jeho fotochemické reaktivnosti. Je schopný tvořit jakousi kostru pro vznik různorodým komplexních molekul, které se dají využít jako léčiva, ochranné prostředky zemědělských plodin apod. Látky modifikované oxetanem se rychleji dostávají do buněk a mohou například tlumit genovou expresi (přepis a translaci genů do proteinů). Tím je možné regulovat takzvané protoonkogeny, způsobující rakovinu. Výzkum je zatím ale spíše v začátcích a ani toxicita této látky není zatím plně prozkoumána.